# Arius arenarius
Arius arenarius är en fiskart som först beskrevs av Müller och Troschel, 1849.  Arius arenarius ingår i släktet Arius och familjen Ariidae. Inga underarter finns listade i Catalogue of Life.